# Баев, Леонид Иосифович
Леонид Иосифович Баев (6 июля 1929, Нижняя Слобода, Сибирский край — 16 августа 2006, Ангарск, Иркутская область) — советский хозяйственный деятель, Герой Социалистического Труда.

## Биография
Родился в 1929 году в деревне Нижняя Слобода.
С 1945 года — на хозяйственной, общественной и политической работе. В 1945—1990 гг. — надсмотрщик в линейно-техническом узле связи города Симферополя, начальник районного отделения связи Большая Марха Якутской АССР, в Советской Армии, начальник отделения связи, отдела эксплуатации Иркутского почтамта, начальник Ангарского городского узла связи.
Указом Президиума Верховного Совета СССР от 5 марта 1976 года присвоено звание Героя Социалистического Труда с вручением ордена Ленина и золотой медали «Серп и Молот».
Умер в Ангарске в 2006 году.